# Open Source Geospatial Foundation
Open Source Geospatial Foundation (OSGeo) je neprofitna organizacija sa sjedištem u SAD-u čija je misija podržati suradnju u razvoju geoprostornog slobodnog softvera otvorenog koda (engl. Geospatial Free and Open Source Software - GFOSS) i promicati njegovu široku primjenu. OSGeo također osigurava financijsku, organizacijsku i pravnu podršku zajednici korisnika geoprostornog otvorenog koda. Osnovana 4. veljače 2006. godine u Chicagu s osam početnih projekata, danas podržava razvoj njih 20-ak.
Zaklada djeluje i kroz lokalne zajednice (engl. Local Chapters) koje na svojim područjima promiču njene vrijednosti, a takva zajednica korisnika djeluje i u Hrvatskoj.

## Projekti
Jedan od ciljeva zaklade zajednički je razvoj projekata za upravljanje geopodacima. OSGeo osigurava proces "inkubacije" kroz koji svi projekti moraju proći i dokazati da imaju otvorenu i aktivnu zajednicu. Projekti su podijeljeni u nekoliko grupa: web mapiranje (npr. Mapbender, MapBuilder, MapServer), GIS aplikacije (npr. GRASS, QGIS), geoprostorne biblioteke (npr. GeoTools, GDAL/OGR, OSSIM), katalog metapodataka i projekti usmjereni na promociju i obrazovanje kao što je OSGeo Live, live sustav s različitim geoprostornim softverom otvorenog koda, temeljenim na Xubuntu derivaciji operacijskog sustava Ubuntu.
OSGeo od 2006. redovito organizira godišnje konferencije FOSS4G - Free and Open Source Software for Geospatial, usmjerene na geoprostorni softver otvorenog koda.

## Nagrada Sol Katz
OSGeo dodjeljuje i godišnju nagradu Sol Katz za slobodni geoprostorni softver otvorenog koda. Nagrada se dodjeljuje pojednicima koji su svojim djelovanjem unaprijedili GFOSS.

## Više informacija
- slobodni softver
- otvoreni kod
- FOSS
- Open Geospatial Consortium
- GIS
- geomatika

## Vanjske poveznice
- službena web stranica (engl.)
- OSGeo Wiki (engl.)
- OSGeo Wiki na hrvatskom jeziku
- OSGeo Live (engl.)
- službena web stranica konferencije FOSS4G (engl.)